# Красноярская ГЭС
Красноя́рская ГЭС (имени 50-летия СССР) — гидроэлектростанция на реке Енисее вблизи города Дивногорска Красноярского края. Входит в Енисейский каскад ГЭС, составляя его третью ступень. Является второй по мощности (после Саяно-Шушенской ГЭС) электростанцией России. В комплекс Красноярского гидроузла входит единственный в России судоподъёмник.
Строительство Красноярской ГЭС было начато в 1956 году и было объявлено ударной комсомольской стройкой. Первый гидроагрегат станции был пущен в 1967 году, последний — в 1971 году. На момент завершения строительства Красноярская ГЭС являлась самой мощной электростанцией СССР и крупнейшей гидроэлектростанцией в мире. Красноярская ГЭС является крупнейшим производителем электроэнергии в Красноярском крае, обеспечивая более 30 % её выработки в регионе, всего за время эксплуатации станция выработала более 900 млрд кВт·ч электроэнергии. Помимо выработки электроэнергии, Красноярский гидроузел обеспечивает защиту от наводнений и работу речного транспорта.
Создание Красноярской ГЭС имело существенные социальные и экологические последствия. При создании Красноярского водохранилища площадью 2 000 км² в зону затопления попало 132 населённых пункта, из которых было переселено около 60 тысяч человек. В результате пропуска через Красноярскую ГЭС воды с постоянной температурой около +4 °C ниже станции образуется незамерзающая полынья, в результате чего Енисей в черте Красноярска перестал замерзать.
Собственником Красноярской ГЭС (за исключением судоподъёмника) является АО «Эн+ Генерация».

## Природные условия
Красноярская ГЭС расположена на реке Енисей в 2380 км от его устья и является третьей (нижней) ступенью Енисейского каскада ГЭС. Площадь водосбора Енисея в створе станции составляет 288 200 км², среднегодовой расход воды в реке в створе ГЭС составляет 2800 м³/с, максимальный зафиксированный расход — 28 400 м³/с. Район расположения Красноярской ГЭС отличается суровыми климатическими условиями, среднемноголетняя температура составляет −0,4 °C, абсолютный минимум температуры (январь) −54 °C, абсолютный максимум (июль) +37 °C. Енисей в районе створа Красноярской ГЭС представляет собой каньон с шириной русла около 750 м, с крутыми берегами, сложенными из крепких трещиноватых гранитов. Створ под острым углом пересекает мощная тектоническая зона, а также ряд пологонаклонных тектонических трещин, расположенных в правобережной части русла реки. Тектонический шов заполнен милонитом и каолином, обладает слабой водопроницаемостью. Расчётная сейсмичность района расположения станции составляет 7 баллов по шкале MSK-64.

## Конструкция станции
Красноярская ГЭС представляет собой мощную высоконапорную гидроэлектростанцию плотинного типа. Сооружения гидроузла включают в себя плотину, здание ГЭС, открытые распределительные устройства (ОРУ) и судоподъёмник. Установленная мощность электростанции — 6000 МВт, проектная среднегодовая выработка электроэнергии — 20 400 млн кВт·ч, фактическая среднемноголетняя выработка за период эксплуатации — 18 350 млн кВт·ч.

### Плотина
Гравитационная бетонная плотина длиной 1072,5 м, максимальной высотой 128 м и шириной по основанию 95,3 м разделяется на левобережную глухую плотину длиной 187,5 м, водосливную плотину длиной 225 м, глухую русловую — 60 м, станционную — 360 м и правобережную глухую — 240 м (состоит из двух участков, руслового длиной 90 м и берегового длиной 150 м). Отметка гребня плотины находится на высоте 248 м. Плотина разделена деформационными швами, располагающимися на расстоянии 15 м; в основании плотины по осям деформационных швов выполнены разгрузочные полости шириной 4—6 м. Также в основании плотины имеются противофильтрационная цементационная завеса глубиной до 60 м и дренаж в виде скважин глубиной до 30—40 м. Плотина сопрягается с судоподъёмником на левом берегу ограждающей стенкой длиной 103,87 м.
В водосливной части плотины, находящейся в левобережной части гидроузла, расположены 7 водосливных пролётов шириной по 25 м, перекрываемых плоскими скользящими затворами высотой 12,5 м. Для маневрирования затворами на гребне плотины смонтированы три козловых крана грузоподъёмностью по 250 т. Гладкая водосливная грань плотины заканчивается трамплином, отбрасывающим поток в нижний бьеф, где в яме размыва глубиной более 30 м происходит гашение энергии сбрасываемой воды. Пропускная способность водосброса при нормальном подпорном уровне (НПУ) водохранилища составляет 11 400 м³/с (при этом напор на водосбросе составляет 10 м), при форсированном подпорном уровне (ФПУ) — 15 500 м³/с. С учётом пропуска воды через турбины максимальный расход воды через Красноярскую ГЭС при ФПУ составляет 20 600 м³/с. С целью защиты от размыва оборудовано бетонное крепление левого берега Енисея ниже ГЭС. В строительный период пропуск воды производился через временные водосбросные сооружения, представляющие собой донные отверстия в плотине с гашением энергии потока на железобетонной рисберме. В настоящее время донные отверстия забетонированы.
В станционной части плотины находятся 24 водоприёмника ГЭС, переходящих в турбинные водоводы, идущие вначале в теле плотины, а затем по её низовой грани. Водоприёмники оборудованы сороудерживающими решётками, а также плоскими ремонтными и аварийно-ремонтными затворами. Турбинные водоводы диаметром 7,5 м стальные, обетонированные. Особенностью Красноярской ГЭС является подвод воды к каждому гидроагрегату по двум водоводам, которые перед зданием ГЭС объединяются в один диаметром 10 м при помощи развилки.

### Здание ГЭС
Здание ГЭС приплотинного типа, длина здания — 428,5 м, ширина 31 м. Здание разделяется на 12 агрегатных секций длиной по 30 м и две секции монтажной площадки. В машинном зале ГЭС установлено 12 гидроагрегатов мощностью по 500 МВт, оборудованных радиально-осевыми турбинами РО-115/697а-ВМ-750, работающими на расчётном напоре 93 м. Турбины имеют диаметр рабочего колеса 7,5 м, пропускную способность 615 м³/с. Турбины соединены с синхронными гидрогенераторами СВФ-1690/185-64 с водяным охлаждением обмотки статора. Гидротурбины изготовлены Ленинградским металлическим заводом, генераторы — заводом «Электросила» (оба предприятия в настоящее время входят в концерн «Силовые машины»). В здании ГЭС смонтированы два мостовых крана грузоподъёмностью по 500 тонн.
- Сооружения и оборудование Красноярской ГЭС
- Водосбросная часть плотины
- Турбинные водоводы
- Здание ГЭС
- Машинный зал
- Кратер гидроагрегата
- Козловые краны

### Схема выдачи мощности
Гидроагрегаты выдают электроэнергию на напряжении 15,75 кВ. Шесть гидроагрегатов подключены к трёхфазным трансформаторам ТЦ-630000/220, остальные шесть объединены в укрупнённые блоки: каждые два генератора подключены к группе из трёх однофазных трансформаторов ОЦ-417000/500. Всего имеется шесть трёхфазных и девять однофазных трансформаторов, которые расположены на открытой площадке между зданием ГЭС и плотиной. С трансформаторов электроэнергия передаётся на открытые распределительные устройства (ОРУ) напряжением 500 кВ (ОРУ-500 кВ, расположено на левом берегу) и 220 кВ (ОРУ-220 кВ, расположено на правом берегу вблизи здания ГЭС). Для энергоснабжения собственных нужд станции, судоподъёмника и прилегающего района (в том числе города Дивногорска) на напряжении 110 кВ на ОРУ-220 кВ смонтированы два автотрансформатора АТДЦТН-63000/220/110.
Электроэнергия Красноярской ГЭС выдаётся в энергосистему по следующим линиям электропередачи:
- ВЛ 500 кВ Красноярская ГЭС — ПС «Енисей» (2 цепи);
- ВЛ 500 кВ Красноярская ГРЭС — Назаровская ГРЭС (2 цепи);
- ВЛ 220 кВ Красноярская ГЭС — ПС «Дивногорская» (2 цепи);
- ВЛ 220 кВ Красноярская ГЭС — ПС «Левобережная» (2 цепи);
- ВЛ 110 кВ Красноярская ГЭС — ПС «Гидростроителей» (2 цепи).

- Объекты схемы выдачи мощности Красноярской ГЭС
- Силовой трансформатор
- ОРУ-220 кВ

### Судоподъёмник
Судопропускные сооружения Красноярской ГЭС расположены на левом берегу и представлены судоподъёмником, единственным сооружением подобного рода в России. Судоподъёмник состоит из аванпорта, нижнего подходного канала, собственно подъёмника и поворотного круга. Подъёмник представляет собой платформу, перемещающуюся по рельсовому пути, с шириной колеи 9 м, и имеющую зубчатое зацепление. Каждый из рельсов колеи опирается на отдельную эстакаду. Движение осуществляется посредством электротяги. Для погрузки судна в подъёмник платформа опускается ниже уровня воды, судно заходит в подъёмник, после чего платформа начинает движение вверх по эстакаде; судно транспортируется «на плаву». В верхней точке платформа вместе с судном заезжает на поворотный круг, который перемещает её на другую колею, по которой платформа опускается в верхний бьеф ниже уровня воды, после чего судно может покинуть подъёмник. Расчётная грузоподъёмность судоподъёмника — до 1500 тонн, предельные размеры транспортируемого судна — длина 78 м, ширина 15 м, осадка 1,9 м. Полная длина судоподъёмника с подводными участками — 1510 м. Судоподъёмник эксплуатируется ФБУ «Администрация Енисейского бассейна внутренних водных путей».

### Водохранилище
Напорные сооружения ГЭС образуют крупное Красноярское водохранилище. Площадь водохранилища при нормальном подпорном уровне 2000 км², длина 388 км, максимальная ширина 15 км, площадь водосбора 288,2 тыс. км². Полная и полезная ёмкость водохранилища составляет 73,3 и 30,4 км³ соответственно, что позволяет осуществлять сезонное регулирование стока (водохранилище наполняется в половодье и срабатывается в меженный период). Отметка нормального подпорного уровня водохранилища составляет 243 м над уровнем моря (по Балтийской системе высот), форсированного подпорного уровня — 245 м, уровня мёртвого объёма — 225 м.

## Экономическое значение
Красноярская ГЭС находится в центре нагрузок объединённой энергосистемы Сибири, определяя надёжность энергоснабжения энергосистемы Красноярского края, а также ряда дефицитных энергосистем западной части ОЭС Сибири, Иркутско-Черемховского экономического района и Братского энергоузла Иркутской энергосистемы. Станция обеспечивает покрытие неравномерности нагрузки энергосистемы, принимая на себя значительную часть аварийного и вращающегося резерва мощности для регулирования частоты и напряжения. Например, 17 августа 2009 года, после аварии на Саяно-Шушенской ГЭС, нагрузка на Красноярскую ГЭС по команде «Системного оператора» была увеличена с 2450 МВт до 3932 МВт.
Красноярская ГЭС является крупнейшим производителем электроэнергии в Красноярском крае, обеспечивая более 30 % её выработки в регионе. Одним из крупнейших потребителей электроэнергии станции является Красноярский алюминиевый завод. Всего за время эксплуатации (по состоянию на начало 2018 года) Красноярской ГЭС было выработано более 900 млрд кВт⋅ч электроэнергии.
| 2009   | 2010   | 2011   | 2012   | 2013   | 2014   | 2015   | 2016   | 2017   | 2018   | 2019   |
| ------ | ------ | ------ | ------ | ------ | ------ | ------ | ------ | ------ | ------ | ------ |
| 23 184 | 23 195 | 18 891 | 14 992 | 19 732 | 19 678 | 16 538 | 19 283 | 20 088 | 21 500 | 19 700 |

Помимо выработки электроэнергии, Красноярский гидроузел обеспечивает защиту от наводнений территорий ниже по течению (путём срезки пика паводков и аккумулирования их в водохранилище), гарантированное водоснабжение населённых пунктов, включая города Красноярск и Дивногорск (водозаборное сооружение для водоснабжения Дивногорска находится непосредственно в плотине Красноярской ГЭС), работу речного транспорта (как в водохранилище, так и ниже по течению). Строительство станции позволило обеспечить гарантированный расход воды в навигационный период (с мая по сентябрь) в объёме 2550 м³/с, что соответствует глубине 2,8 м на участке Енисея от Красноярска до устья реки Ангары.

## Экологические и социальные последствия
В результате создания Красноярского водохранилища было затоплено 175,9 тыс. га земель, в том числе 120 тыс. га земель сельскохозяйственного назначения и 46 тыс. га лесов в пяти районах Красноярского края и двух — Хакасии. В зону затопления попало 132 населённых пункта (13 750 строений), в том числе три райцентра (Даурск, Новосёлово, Краснотуранск), было переселено около 60 тысяч человек, для которых возвели 26 новых населённых пунктов. Потребовалось переустройство почти сорока промышленных предприятий. Было затоплено 1620 км автодорог, взамен были созданы новые автодороги, обеспечившие кратчайшую прямую связь по левому берегу водохранилища между городами Абакан, Черногорск и Красноярск. В ходе подготовки ложа водохранилища к заполнению специально созданной Институтом археологии РАН Красноярской экспедицией с 1958 года в течение 20 лет в зоне затопления и берегопереработки были проведены масштабные археологические раскопки, в ходе которых были исследованы 26 стоянок каменного века, 9 поселений эпохи бронзы и 3240 захоронений разных эпох. Некоторые могильники исследовались полностью, чего ранее в районе Енисея не производилось. В то же время ряд археологических объектов, в частности древние петроглифы, остались неисследованными и были затоплены либо продолжают разрушаться в результате процессов берегопереработки; некоторые из них выходят из воды при сезонной сработке водохранилища и становятся доступными для изучения.
В результате пропуска через Красноярскую ГЭС воды с постоянной температурой около +4 °C ниже станции образуется незамерзающая полынья. Согласно проектным расчётам, её длина должна была составить около 40 км, фактически же в тёплые зимы её длина составляет 180 км и более, в результате чего Енисей в черте Красноярска перестал замерзать. Причиной этого явления стал недоучёт проектировщиками станции значительных по объёму сбросов тёплой воды предприятием и жилищно-коммунальным сектором Красноярска. В прилегающей к реке двухкилометровой зоне несколько повысилась влажность воздуха, снизилась амплитуда колебаний температур. При этом часто высказываемое мнение об увеличении частоты образования туманов статистикой наблюдений не подтверждается. В летний период пропуск относительно холодной воды привёл к недостаточному прогреванию воды в Енисее и её непригодности для купания вблизи Красноярска.

## История строительства

### Проектирование
В 1929 году академиком И. Г. Александровым была составлена первая схема использования энергоресурсов Ангары и Енисея. Первые изыскательские работы с целью определения возможности строительства на Енисее крупных ГЭС были проведены ещё в начале 1930-х годов под руководством В. П. Косованова, затем продолжены в 1944 году. В начале 1950-х годом Московским отделением института Гидроэнергопроект (Мосгидэп) были начаты проектно-изыскательские работы по созданию схемы гидроэнергетического использования Енисея и Ангары, в ходе которых были определены первоочередные перспективные гидроэлектростанции — Братская и Красноярская. На основании этих работ в 1954 году была утверждена схема энергетического использования участка среднего течения реки Енисей. В начале 1955 года работы по схеме Енисея, включая Красноярскую ГЭС, были переданы Ленинградскому отделению института Гидроэнергопроект (Ленгэдэп, впоследствии институт Ленгидропроект). В институте был образован «сектор Енисея», первым главным инженером проекта Красноярской ГЭС стал Герой Социалистического Труда Н. А. Филимонов.
Масштабные изыскания в районе будущей Красноярской ГЭС были начаты в 1954 году, причём изначально рассматривались два створа — Красноярский (в 15 км от Красноярска) и Шумихинский (в 40 км от города). Специалисты Мосгидэпа считали приоритетным Красноярский створ, сосредоточив на нём основной объём изысканий; в то же время специалисты Ленгидэпа считали, что по геологическим условиям Шумихинский створ более перспективен. Для определения створа в сентябре 1955 года была создана государственная комиссия, которая подробно изучила оба варианта и рекомендовала Шумихинский створ. Рекомендации комиссии были рассмотрены на коллегии Министерства электростанций СССР, которая окончательно утвердила Шумихинский створ.
Ещё до решения коллегии в Ленгидэпе было начато проектирование Красноярской ГЭС. В качестве основного варианта рассматривалась конструкция станции с гравитационной бетонной плотиной и приплотинным зданием ГЭС, одновременно прорабатывались варианты конструкции с грунтовой плотиной и разными зданиями ГЭС (наземным и подземным), массивно-контрфорсной и многоарочной плотинами. Одновременно рассматривались две отметки НПУ — 255 и 243 м. Отметка 255 м была утверждена в схеме использования реки и была более выгодна с энергетической точки зрения, но на ней резко возрастала площадь затопления и количество переселяемых людей, затапливался город Абакан и подтапливался город Минусинск. Проектировщиками Ленгидэпа была обоснована и принята отметка НПУ 243 м. Проектное задание Красноярской ГЭС было завершено в конце 1956 года, прошло все необходимые экспертизы и согласования, после чего было официально утверждено 17 октября 1957 года со следующими параметрами: мощность ГЭС 4000 МВт (14 гидроагрегатов по 286 МВт), гравитационная бетонная плотина, отметка НПУ 243 м, строительство судопропускного сооружения не предусматривалось.
В 1958 году Н. С. Хрущёв, выступая на открытии Жигулёвской ГЭС (в то время Волжской ГЭС им. В. И. Ленина), подверг резкой критике сроки и стоимость строительства гидроэлектростанций, вследствие чего Госстрой и Министерство электростанций стали требовать пересмотра проекта в сторону его удешевления. По их настоянию в качестве основного стал рассматриваться вариант с массивно-контрфорсной плотиной, более сложный в строительстве, но требовавший меньше бетона. Николай Филимонов не согласился с изменением проекта и перешёл на работу в Ленинградский политехнический институт; главным инженером проекта Красноярской ГЭС был назначен Б. П. Ферингер. В 1960 году Совет Министров СССР утвердил пересмотренное проектное задание станции с массивно-контрфорсной плотиной, с увеличением мощности ГЭС до 5000 МВт (10 гидроагрегатов по 500 МВт). При этом было рекомендовано предусмотреть в составе гидроузла судопропускное сооружение, и в 1962 году разработанный Ленгидэпом проект судоподъёмника был утверждён с включением его в смету Красноярской ГЭС.
В 1961 году, после объединения Гидропроекта и Гидроэнергопроекта, Ленгидэп был переименован в Ленгидропроект, главным инженером института стал Б. П. Ферингер, а должность главного инженера Красноярской ГЭС занял С. С. Агалаков. Вскоре после этого руководителю КрасноярскГЭСстроя А. Е. Бочкину при поддержке органов власти Красноярского края удалось убедить Министерство энергетики в необходимости возврата к гравитационной бетонной плотине, как более технологичной и лучше соответствовавшей возможностям строительной организации. В 1963 году после перекрытия Енисея и осушения котлована второй очереди в основании станционной части плотины была обнаружена система трещин, что потребовало изменения проекта в части усиления плотины. Ленгидропроектом было разработано два варианта решения проблемы, считавшихся равнозначными, автором одного из которых был главный инженер проекта. Минэнерго СССР при поддержке А. Е. Бочкина был выбран альтернативный вариант, следствием чего стала отставка С. С. Агалакова. Новым главным инженером проекта Красноярской ГЭС, занимавшим эту должность до завершения строительства станции, стал Н. В. Хлебников. Окончательный проектный вид гидроэлектростанции (гравитационная бетонная плотина, мощность ГЭС 6000 МВт) был закреплён в уточнённом техническом проекте, который был завершён в 1965 году и утверждён в 1967 году.

### Строительство
Решение о начале строительства Красноярской ГЭС было принято 14 июля 1955 года, когда приказом № 152 Министерства строительства электростанций СССР было создано специализированное строительно-монтажное управление строительства «КрасноярскГЭСстрой», первым руководителем которого стал бывший начальник строительства Мингечаурской ГЭС И. М. Ислам-Заде. В ноябре 1955 года на место возведения новой станции прибыли первые строители. Подготовительные работы на площадке строительства (возведение жилья, дорог, строительной базы и другой инфраструктуры) были начаты в 1956 году, в сентябре того же года руководителем «КрасноярскГЭСстроя» стал С. Г. Цесарский, ранее руководивший строительством Княжегубской ГЭС. Основной задачей стало возведение жилья для строителей, которого остро не хватало, в частности, в сентябре 1958 года в палатках и временном жилье проживало 214 семей.
12 ноября 1958 года по итогам обсуждения проекта тезисов доклада Н. С. Хрущёва на XXI съезде КПСС «Контрольные цифры развития народного хозяйства СССР на 1959—1965 гг.» пленум ЦК КПСС принял решение о необходимости снижения темпов строительства гидроэлектростанций, а также о приостановке возведения Саратовской, Красноярской, Днепродзержинской, Братской ГЭС в пользу строительства крупных тепловых электростанций. В результате в 1959 году строительство Красноярской ГЭС оказалось без финансирования, что поставило шеститысячный коллектив строительства в крайне сложное положение. Тем не менее, перспективность Красноярской ГЭС удалось обосновать, финансирование стройки, хотя и в недостаточных объёмах, было восстановлено, что позволило развернуть работы на основных сооружениях — 8 августа 1959 года началась отсыпка перемычек котлована первой очереди. Постоянные изменения проектных решений и недостаточное финансирование привели к тому, что в первые годы строительство Красноярской ГЭС велось низкими темпами и находилось на грани консервации.
10 декабря 1959 года руководителем «КрасноярскГЭСстроя» был назначен Герой Социалистического Труда, бывший начальник строительства Иркутской ГЭС А. Е. Бочкин. 15 февраля 1960 года было принято постановление Совета министров СССР «О мерах по развитию энергетики в Красноярском крае», определявшее необходимость ввода первых гидроагрегатов Красноярской ГЭС в 1965 году. Стройка получила необходимое финансирование, темпы работ были значительно ускорены. В 1960 году был осушен левобережный котлован первой очереди, что позволило подготовить скальное основание и 10 августа 1961 года уложить первый бетон в водосливную часть плотины. В 1962 году строительство Красноярской ГЭС было объявлено ударной комсомольской стройкой.
Для приготовления бетонной смеси на правобережной площадке основных сооружений были построены два современных завода, не имеющих аналогов на ранее возведённых гидростанциях Сибири. Первоочередной — завод цикличного действия из двух секций по четыре бетономешалки общей производительностью 900 тысяч м3 в год и второй — бетонный завод непрерывного действия производительностью 1200 тысяч м3. В 35-ти километрах от створа на площадке Означенное вблизи карьера был построен гравийно-сортировочный завод. Заполнители для бетона после сортировки доставлялись на бетонное хозяйство в район основных сооружений.
Река Енисей на строительстве Красноярской ГЭС была перекрыта 25 марта 1963 года, расходы реки пропускались через «гребёнку» водосливной плотины из 7 пролётов шириной по 25 м с ледорезами. Был осушен котлован второй очереди, в нём были развёрнуты бетонные работы. Половодье 1964 года пропускалось уже через 18 донных отверстий плотины размерами 6 × 12 м, в июне того же года в сооружения станции был уложен миллионный кубометр бетона. 25 сентября 1963 года на строительство гидроэлектростанции приехал Юрий Гагарин, первый космонавт уложил в основание бетонного блока чугунную плиту с памятной надписью и был принят в бригаду бетонщиков: он официально числился членом бригады, причём его норму выполняла вся бригада, а зарплата направлялась в Фонд мира.
Работы по созданию крупнейших в мире на тот момент гидротурбин для Красноярской ГЭС велись на Ленинградском металлическом заводе. Эскизный проект турбин был разработан ещё в 1959 году, для выбора оптимальной конструкции турбин один из гидроагрегатов Баксанской ГЭС, соответствующей Красноярской ГЭС по напору, был переоборудован в испытательный стенд, на котором были отработаны модели рабочих колёс турбин. 6 августа 1965 года к створу станции прибыло судно с рабочими колёсами первых двух гидротурбин.
В зиму 1966—1967 годов восемь донных отверстий были переделаны в высоконапорные размером 5 × 5 м, перекрываемые сегментными затворами. В марте 1967 года в сооружения станции был уложен четырёхмиллионный кубометр бетона. 18 апреля 1967 года был заполнен котлован второй очереди, было начато заполнение Красноярского водохранилища, завершённое в 1970 году. Первый гидроагрегат Красноярской ГЭС был пущен 3 ноября 1967 года, 4 ноября того же года был введён в работу второй гидроагрегат. В 1968 году заработали ещё три гидроагрегата, в 1969 году — ещё четыре, и в 1970 году — ещё один. Последние гидроагрегаты станции заработали 20 ноября и 15 декабря 1971 года. Красноярская ГЭС была принята Государственной комиссией в промышленную эксплуатацию 26 июля 1972 года с оценкой «Отлично». В 1976 году Красноярская ГЭС за успехи в освоении уникального оборудования и достижение проектной мощности была награждена орденом Трудового Красного Знамени. Опытная эксплуатация судоподъёмника была начата в 1976 году, в постоянную эксплуатацию он был принят в 1982 году.
В ходе строительства Красноярской ГЭС было переработано (выемка и насыпь) 12,14 млн м³ мягких грунтов, извлечено 7,64 млн м³ скальных пород, уложено 5,52 млн м³ бетона и железобетона, смонтировано 70 тыс. тонн металлоконструкций, механизмов и оборудования. На момент завершения строительства Красноярская ГЭС была крупнейшей гидроэлектростанцией в мире и имела самые мощные в мире гидроагрегаты, также впервые в СССР на гидрогенераторах было использовано водяное охлаждение.

## Эксплуатация

### Собственники
После ввода в эксплуатацию Красноярская ГЭС входила в состав производственного объединения «Красноярскэнерго». 11 мая 1993 года в рамках приватизации станция была выделена из состава «Красноярскэнерго» в виде ОАО «Красноярская ГЭС». До 1997 года контрольный пакет акций ОАО «Красноярская ГЭС» принадлежал ОАО «Красноярскэнерго» (контролируемому РАО «ЕЭС России»), затем в 1997—1999 годах в результате продажи части пакета акций и размывания доли в результате допэмиссии доля «Красноярскэнерго» снизилась до 25 %, а контрольный пакет акций ОАО «Красноярская ГЭС» консолидировали компании-производители алюминия, в 2000 году вошедшие в состав компании «Русский алюминий». В дальнейшем контрольный пакет был передан компании «ЕвроСибЭнерго», ставшей собственником 68 % акций ОАО «Красноярская ГЭС». Блокирующий пакет акций ОАО «Красноярская ГЭС», принадлежавший «Красноярскэнерго», в процессе реформы электроэнергетики был передан ОАО «РусГидро», которое в 2014 году продало его «ЕвроСибЭнерго». В 2016 году «ЕвроСибЭнерго» выкупило оставшиеся акции, консолидировав 100 % ПАО «Красноярская ГЭС». 1 сентября 2015 года имущественный комплекс Красноярской ГЭС был передан в аренду АО «ЕвроСибЭнерго». В 2023 году АО «Красноярская ГЭС» было присоединено к АО «ЕвроСибЭнерго» (в 2024 году сменившее название на АО «Эн+ Генерация») и прекратило своё существование как юридическое лицо.

### Модернизация
К концу 1980-х годов оборудование Красноярской ГЭС стало приближаться к окончанию нормативного срока службы, особенно остро стояла проблема пониженной надёжности гидрогенераторов, чей срок службы изначально оценивался в 20 лет и которые имели значительные проблемы с выходом из строя ещё в период начальной эксплуатации. В связи с этим «Ленгидропроектом» в 1989 году был разработан и в 1990 году утверждён Минэнерго СССР проект комплексной модернизации станции. С 1994 по 2014 год были реконструированы все гидрогенераторы Красноярской ГЭС (замена сердечника и обмотки статора гидрогенератора и вспомогательного генератора, сердечников полюсов ротора, системы водяного охлаждения и системы возбуждения). В 2005—2009 годах была проведена реконструкция ОРУ-220 кВ, а в 2011—2015 годах — реконструкция ОРУ-500 кВ. В ходе реконструкции произведена полная замена оборудования, в том числе воздушных выключателей на элегазовые. Также были заменены воздушные генераторные выключатели на современные элегазовые. В 2016—2017 годах на ОРУ-220 кВ была произведена замена автотрансформаторов. В 2017 году на Красноярскую ГЭС были доставлены изготовленные на «Силовых машинах» новые рабочие колёса гидротурбин для двух гидроагрегатов, в марте 2018 года был введён в эксплуатацию первый гидроагрегат с заменённым рабочим колесом со станционным № 9, в 2019 году было заменено рабочее колесо на гидроагрегате со станционным № 5. Замена рабочего колеса позволила увеличить КПД гидротурбины с 88 % до 95,5 % и увеличить выработку электроэнергии. До 2025 года планируется заменить рабочие колёса гидротурбин на ещё шести гидроагрегатах. С 2021 года ведётся замена трансформаторов, которую планируется завершить в 2028 году.

## В массовой культуре
Строительство Красноярской ГЭС фигурирует в фильме «Негасимое пламя» (1964), повествующем о судьбе бывшего политзаключённого. Съёмки фильма проходили в том числе непосредственно на строительной площадке станции, строители участвовали в съёмочном процессе. Также эпизоды строительства и сама Красноярская ГЭС присутствуют в фильмах «Сибирячка» и «На диком бреге».
Изображение Красноярской ГЭС находится на оборотной стороне бумажных купюр достоинством 10 рублей образца 1997 года.